# I-364
I-364 — підводний човен Імперського флоту Японії, який брав участь у бойових діях Другої світової війни.

## Загальна інформація
Корабель спорудили у 1944 році на корабельні Mitsubishi в Кобе. Він належав до типу D (також знаний як клас I-361) та проєктом призначався для здійснення транспортних місій з метою постачання численних японських гарнізонів, які з другої половини 1942-го почали дедалі частіше потрапляти у блокаду союзних сил. Втім, для самозахисту на човні все-таки зберегли два торпедні апарати (без запасних торпед).

## Бойова служба
14 вересня 1944-го І-364 рушив з Йокосуки у свій перший транспортний рейс до мікронезійського острова Вейк. Втім, уже на світанку 16 вересня в районі за п'ять сотень кілометрів на схід від виходу з Токійської затоки японський корабель, що йшов у надводному положенні, виявив своїм радаром американський підводний човен «Сі Девіл». Останній узявся переслідувати І-364 й дещо більш ніж за годину після першого контакту дав залп із чотирьох торпед. Дві з них уразили І-364, який загинув разом з усіма 77 особами, що перебували на борту.